# Villalfonsina
Villalfonsina – miejscowość i gmina we Włoszech, w regionie Abruzja, w prowincji Chieti.
Według danych na rok 2004 gminę zamieszkiwało 1058 osób, 117,6 os./km².